# Anthurium minarum
Anthurium minarum é uma espécie de plantas com flores. Isso foi descrito pela primeira vez por Sakur. e Simão Joseph Mayo. Anthurium minarum pertence ao gênero Anthurium, e está relacionado com Araceae.
Este tipo de planta pode ser encontrado em:
- sudeste do Brasil

Não há tipos listados como este.